# Sh2-118
Sh2-118 est une nébuleuse en émission visible dans la constellation du Cygne.
Elle est située dans la partie nord-ouest de la constellation, à quelques degrés à l'ouest de la nébuleuse de l'Amérique du Nord. La période la plus propice à son observation dans le ciel du soir se situe entre les mois de juillet et de décembre et elle est considérablement facilitée pour les observateurs situés dans les régions de l'hémisphère nord terrestre.
C'est un faible système de nébuleuses filamentaires apparemment centrées dans la région autour de l'étoile 72 Cygni. Cependant, ses dimensions sont considérables, s'étendant sur environ 8° et se connectant apparemment avec d'autres nuages proches, tels que Sh2-113, Sh2-114 et le grand système de Cygnus X et Sh2-109. La seule estimation de la distance pour cette nébuleuse a été faite en 2003 et donne une valeur d'environ 3 800 pc (∼12 400 al). Si cette mesure s'avère correcte, Sh2-118 serait bien au-delà du système Cygnus X et probablement à l'extérieur du bras d'Orion également.